# Hans-Heinrich Barnick
Hans-Heinrich Barnick (* 6. Februar 1943 in Schenefeld (Kreis Steinburg)) ist ein ehemaliger deutscher Fußballschiedsrichter und heutiger Kommunalpolitiker. Zwischen 1975 und 1990 pfiff er unter anderem Spiele in der Bundesliga.

## Karriere
Seit 1951 ist er Mitglied der Schenefelder Turnerschaft und spielte dort Handball, Fußball und Tennis. Zudem wurde er Bezirksmeister im Hochsprung. 1966 meldete er sich dann zum Schiedsrichterlehrgang an. 1969 folgten dann erste Spiele in der Verbandsliga und er erreichte dann 1973 erstmals die damals zweitklassige Regionalliga.
Sein erstes Spiel in der 2. Bundesliga Nord pfiff er am 25. Januar 1975 mit der Partie Bayer 05 Uerdingen gegen den VfL Osnabrück. In derselben Saison sollten noch drei weitere Spiele in der Liga folgen. In der Bundesliga-Saison 1978/79 folgte dann der erste Einsatz in der höchsten deutschen Liga beim Spiel VfB Stuttgart gegen MSV Duisburg. In derselben Saison leitete er auch sein erstes DFB-Pokal-Spiel. In der eingleisigen 2. Bundesliga war er bei der Partie Alemannia Aachen gegen TSV 1860 München das erste Mal als leitender Schiedsrichter eingeteilt. Auch in der damaligen drittklassigen Oberliga Nord pfiff er einige Spiele. Sein erstes war Werder Bremen II gegen den 1. SC Göttingen am 6. Mai 1984. 1990 musste er seine Karriere als Schiedsrichter im Alter von 47 Jahren aufgrund der Altersgrenze beenden. International fungierte er noch in 14 Spielen als Linienrichter.

## Politik
Barnick ist Mitglied der CDU im Kreisverband Steinburg. 1989 wurde er Mitglied der Gemeindevertretung und 1990 Mitglied des Kreistages von Steinburg und war außerdem bis März 2021 Bürgermeister der Gemeinde Schenefeld.